# Peter Carroll
Peter J. Carroll (ur. 8 stycznia 1953 r. w Patching, Anglia) – współczesny okultysta brytyjski, mag, autor i współzałożyciel Illuminatów Thanaterosa.
Carroll był archetypowym magiem, podróżował dużo po Indiach, Tybecie i Australii.
W PsyberMagick Carroll ogłosił swoją chęć porzucenia "roli maga i biskupa chaosu": "autor wybiera utrzymanie antycznej etyki rycerskiej, honoru i heroizmu w erze w znacznej części pozbawionej takich rzeczy (...) i docenia unikalność w epoce masowej produkcji" (ch. 59). Odszedł od magii jako pola, które studiował i dyskutuje hipotezy dotyczące trójwymiarowego czasu.

## Prace
- Liber Null
- Psychonaut
- Liber Kaos i Psychonomikon
- PsyberMagick, Zaawansowane Idee Magii Chaosu. (New Falcon Publications, US 1995/7)

W Polsce wydane zostało tłumaczenie Liber Null i Psychonaut jako Psychonauta czyli Magia Chaosu w Teorii i Praktyce, wyd. Okultura, Warszawa 2006. W 2014 roku ukazał się przekład Liber Kaos nakładem wydawnictwa Illuminatio.